# Брюкнер, Оскар
Оскар Брюкнер (нем. Oscar Brückner; 2 января 1857, Эрфурт — 8 июня 1930, Висбаден) — немецкий виолончелист и музыкальный педагог.

## Биография
Начал учиться музыке у своего отца, затем занимался в Балленштедте под руководством Вильяма Херлица (1839—1904), концертмейстера виолончелей в придворном оркестре герцогини Фридерики Ангальт-Бернбургской. Завершил своё исполнительское образование в Дрездене у Фридриха Грюцмахера, позднее изучал также теорию и композицию у Феликса Дрезеке.
Гастролировал по Германии, России, Нидерландам. В 1882—1884 годах — солист Мекленбург-Стрелицкого придворного оркестра и каммервиртуоз в Нойштрелице. С 1886 года — солист, а с 1896 года — концертмейстер в оркестре оперного театра в Висбадене. Одновременно преподавал в консерватории, с 1908 года — профессор. 17 октября 1893 года исполнил вместе с автором премьеру сонаты для виолончели и фортепиано № 1 Макса Регера, 19-летний композитор посвятил её Брюкнеру.
Автор виолончельных, фортепианных, вокальных пьес.